# آلفين دبليو. تومسون
آلفين دبليو. تومسون (بالإنجليزية: Alvin W. Thompson)‏ هو محامي وقاضي أمريكي، ولد في 1953 في بالتيمور في الولايات المتحدة.